# عبد المحسن العبيكان
عبد المحسن العبيكان (1372 هـ / 1953 م) هو عالم دين سعودي.

## النسب والحياة الشخصية
هو عبد المحسن بن ناصر بن عبد الرحمن آل عبيكان آل عمران, من أسرة تنتمي إلى قبيلة عنزة من فخذ السبعة. ولد عام 1372 في مدينة الطائف.

## الحياة العلمية
- درس المرحلة الابتدائية والمتوسطة ثم التحق في مرحلة الكفاءة بدار التوحيد، وأتم فيها المرحلة الثانوية في مدينة الطائف.
- التحق بكلية الشريعة بمكة المكرمة، وكانت آنذاك تابعة لجامعة الملك عبد العزيز بجدة؛ لكنه لم يمكث فيها سوى أربعة أشهر.
- التحق بكلية الشريعة بالرياض، وأتم فيها المرحلة الجامعية.
- حفظ القرآن وهو في المرحلة الثانوية، ودرس التجويد على يد الشيخ محمد مخدوم البخاري بالمسجد الحرام بمكة المكرمة، والشيخ محمد سكر بالرياض، وقرأ في بعض كتب القراءات، وسجل جزءين من سورة البقرة في إذاعة القرآن الكريم بإشراف الشيخ عبد البارئ محمد، وقرأ على يد بعض المشايخ في غير الدراسة النظامية منهم الشيخ عبد العزيز بن صالح المرشد، وحضر دروساً للشيخ عبد الله بن حميد، والشيخ عبد العزيز بن باز، وكان ينتفع بالقراءة الفردية أكثر، حيث قرأ كثيراً من الكتب في مجالات متنوعة.

## الحياة العملية
- كان يقوم بالآذان والإمامة في بعض الأحيان في مسجد والده بالطائف وهو في المرحلة المتوسطة.
- عين إماماً وخطيباً وهو في المرحلة الجامعية لجامع عمه الشيخ محمد بن عبد الرحمن العبيكان – – الواقع بالرياض طريق البديعة، ثم إماماً وخطيباً في جامع الجوهرة بالرياض الواقع على شارع الإمام فيصل بن تركي، ولا يزال.
- عين ملازماً قضائياً بالمحكمة الكبرى بالرياض عام 1395 هــ، وبعد شهرين كُلّف بعمل قاض استثناء، ثم عين قاضياً لمحكمة السيل الكبير (ميقات أهل نجد)، وضم إليه عمل محكمة المضيق وبلدة الزيمة وعشيرة، ثم نقل ليعمل قاضياُ بالمحكمة الكبرى بالرياض عام 1399 هـ.
- قام بالتدريس في المعهد العالي للقضاء إضافة إلى عمله في القضاء ثم عين عام 1413 هـ مفتشاً قضائياً بوزارة العدل.
- عين عام 1426 هـ مستشاراً بوزارة العدل بالمرتبة الممتازة، وعضواً في مجلس الشورى.
- ثم عين عام 1430 هـ مستشاراً بالديوان الملكي بمرتبة وزير، حتى إعفاءه بأمرٍ ملكي من منصبه في 20 جمادى الثانية 1433هـ الموافق 11 مايو 2012.[2]
- قام بالتدريس في المساجد ودرّس في منزله كثيراً من الكتب. وشارك في برامج كثيرة في عدد من القنوات الفضائية والإذاعات ومن تلك البرامج (فتاوى وقضايا معاصرة) وبرنامج (الحوارالغائب)، وله مقالات في عدد من الصحف وردود على المخالفين.
- شارك في عدد من اللجان والمؤتمرات والندوات داخل المملكة وخارجها، ورأس وفد المملكة في مؤتمر الأهلّة المنعقد في جدة والذي عقدته منظمة المؤتمر الإسلامي.

## المؤلفات
- غاية المرام شرح مغني ذوي الأفهام (وهو كتاب في الفقه المقارن والذي يعتبر موسوعة فقهية طبع منه سبع مجلدات، وتحت الطبع قرابة ثمان مجلدات وقد يصل إلى أربعين مجلدًا).
- شرح كتاب أخصر المختصرات (لم يطبع).
- الصارم المشهور على من أنكر حل السحر بسحر عن المسحور.
- الخوارج والفكر المتجدد.
- خوارج العصر.
- إجابة السائل على أهم المسائل والبحوث والرسائل (وهو مجموع بحوث الشيخ ورسائله صدر منه -إلى الآن- ثلاثة أجزاء)
- جلاء العينين بشرح المنسكين (منسك شيخ الإسلام ابن تيمية ومنسك الإمام المجدد محمد بن عبد الوهاب ويليهما فتاوى في الحج ومستجداته)
- إتحاف الكرام بالتعليق على حقيقة الصيام لشيخ الإسلام، (تعليق على الكتاب).
- فتح الملك العلام بالتعليق على اختيارات شيخ الإسلام لبرهان الدين ابن القيم، (تعليق على الكتاب).
- الفوائد السنية على السياسة الشرعية لشيخ الإسلام ابن تيمية، (استخراج الفوائد السنية).

وله عدد من الكتيبات والمطويات منها:
- حكم مظاهرة المشركين.
- تأملات في قوله عزوجل: «ولا تقتلوا أنفسكم».
- تأملات في حديث: «أخرجوا المشركين من جزيرة العرب».

له مصحف مسجل من صلاة التراويح لعام 1410 هـ، وسور من صلاة التراويح لسنوات مختلفة، ورقية شرعية، وتفسير للقران الكريم قرابة ثلاثة أرباع المصحف، وتسجيل لعدد من المحاضرات والدروس ومنها: شرح زاد المعاد، وشرح الورقات، والروض المربع، وفتح الباري، وبلوغ المرام، ومنار السبيل، والبداية والنهاية لأبن كثير، والاعتصام للشاطبي، وكشاف القناع، ونيل الأوطار، وعمدة الأحكام، والروح لابن القيم، وشرح صحيح مسلم، وكتاب التوحيد، وشرح العقيدة الطحاوية، وتحفة الأحوذي، وسيرة ابن هشام، وشرح العقيدة الواسطية، وبعض أجزاء من مجموع فتاوى ابن تيمية وغير ذلك.